# Meridiano 5 oeste
El meridiano 5 oeste de Greenwich es una línea de longitud que se extiende desde el Polo Norte atravesando el Océano Ártico, el Océano Atlántico, Europa, África, el Océano Antártico y la Antártida hasta el Polo Sur.
El meridiano 5 oeste forma un gran círculo con el meridiano 175 este.
Comenzando en el Polo Norte y dirigiéndose hacia el Polo Sur, este meridiano atraviesa:
| Coordenadas                     | País ,territorio o mar | Notas |
| ------------------------------- | ---------------------- | --- |
| 90°0′N 5°0′O / 90.000, -5.000   | Océano Ártico          | |
| 81°55′N 5°0′O / 81.917, -5.000  | Océano Atlántico       | |
| 58°38′N 5°0′O / 58.633, -5.000  | Reino Unido            | Escocia |
| 55°52′N 5°0′O / 55.867, -5.000  | Fiordo de Clyde        | Pasa entre la Isla de Bute y The Cumbraes, Escocia, Reino Unido Pasa justo al este de la Isla de Arran, Escocia, Reino Unido |
| 55°7′N 5°0′O / 55.117, -5.000   | Reino Unido            | Escocia, pasa justo al este de Stranraer                                                                                     |
| 54°45′N 5°0′O / 54.750, -5.000  | Mar de Irlanda         | Pasa justo al oeste de Calf of Man, Isla de Man Pasa justo al oeste de la Isla Bardsey, Gales, Reino Unido                   |
| 52°1′N 5°0′O / 52.017, -5.000   | Reino Unido            | Gales, pasa justo al oeste de Haverfordwest                                                                                  |
| 51°37′N 5°0′O / 51.617, -5.000  | Mar Celta              | |
| 50°32′N 5°0′O / 50.533, -5.000  | Reino Unido            | Inglaterra, pasa justo al este de Truro                                                                                      |
| 50°9′N 5°0′O / 50.150, -5.000   | Océano Atlántico       | Canal de la Mancha Pasa justo al este de la isla de Ouessant, Francia Mar de Iroise Golfo de Vizcaya                         |
| 43°28′N 5°0′O / 43.467, -5.000  | España                 | Atraviesa Tordesillas |
| 36°28′N 5°0′O / 36.467, -5.000  | Mar Mediterráneo       | Mar de Alborán |
| 35°24′N 5°0′O / 35.400, -5.000  | Marruecos              | |
| 30°10′N 5°0′O / 30.167, -5.000  | Argelia                | |
| 25°6′N 5°0′O / 25.100, -5.000   | Mauritania             | Durante 12 km |
| 25°0′N 5°0′O / 25.000, -5.000   | Mali                   | |
| 11°59′N 5°0′O / 11.983, -5.000  | Burkina Faso           | |
| 10°4′N 5°0′O / 10.067, -5.000   | Costa de Marfil        | |
| 5°8′N 5°0′O / 5.133, -5.000     | Océano Atlántico       | |
| 60°0′S 5°0′O / -60.000, -5.000  | Océano Antártico       | |
| 70°21′S 5°0′O / -70.350, -5.000 | Antártida              | Tierra de la Reina Maud, reclamado por Noruega                                                                               |